# 準角龍屬
準角龍屬（屬名：Anchiceratops）又稱安琪角龍，是角龍亞科下的一個屬，生活於上白堊紀的北美洲西部。牠是四足的草食性恐龍，臉部有三隻角、鸚鵡般的喙狀嘴，頭後有長的頭盾。在眼睛上方的兩隻額角較鼻角為長。準角龍約有6公尺長。準角龍的頭盾非常獨特。頭盾是呈長方形，邊緣有大型的三角形頸盾緣骨突（Epoccipital），以及比五角龍與牛角龍較小型的洞孔。另一個特徵是在身體中線的兩邊有一對骨節，接近頭盾的末端。
牠的名字是由古希臘文的「αγχι」（意即「接近」）、「κερατ」（意即「角」）及「ωψ」（意即「面」）組合而成，是因牠被認為是一種角龍科的過渡性物種。

## 物種

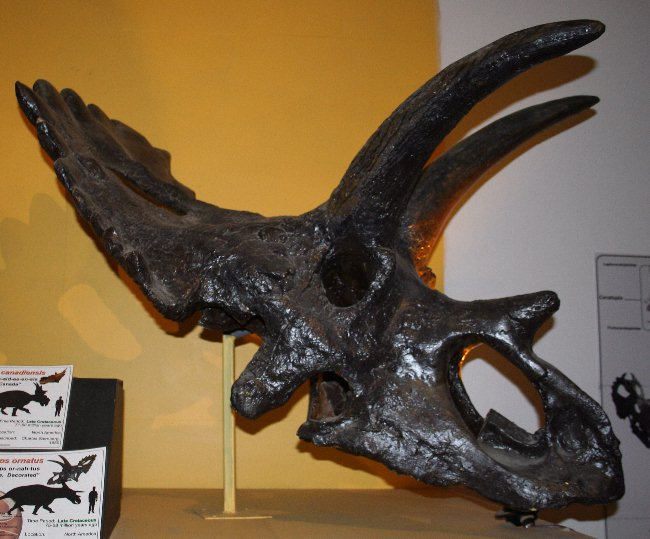
準角龍的頭骨，位於坎培拉國立恐龍博物館

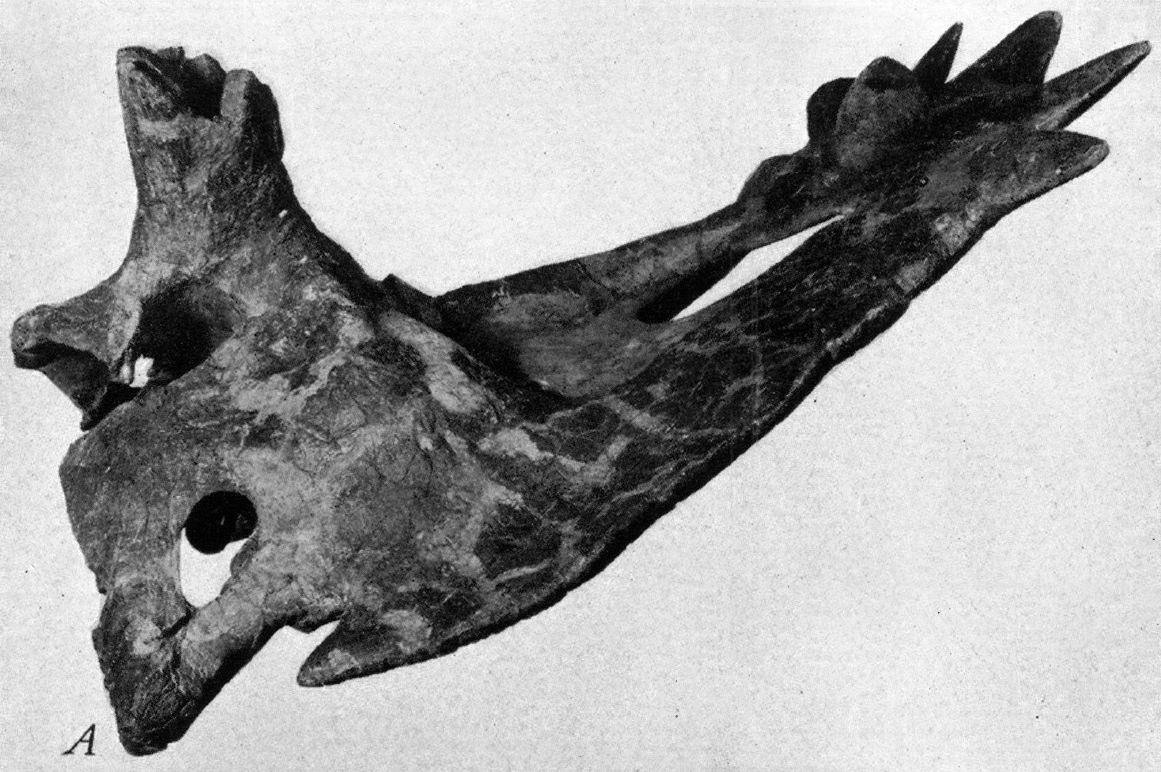
準角龍的模式標本

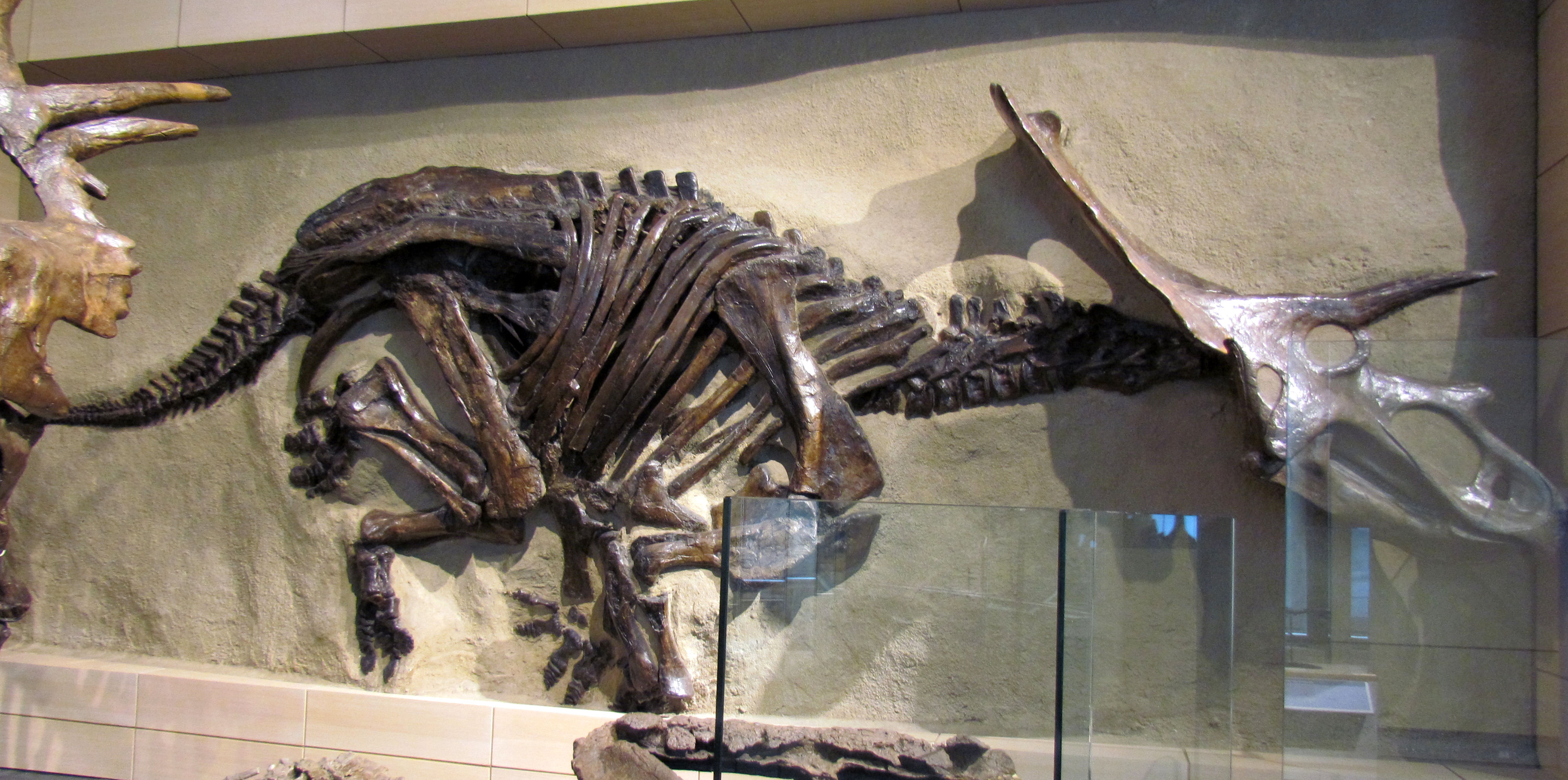
加拿大自然博物館的骨架模型

在1914年，美國古生物學家巴納姆·布朗建立準角龍屬，他認為準角龍是一種過渡性物種，與獨角龍及三角龍有關，是牠們之間的中間型生物。
目前只有一個有效種，稱為華麗準角龍（A. ornatus），種名意指其邊緣多角的頭盾。另一個種被稱為長喙準角龍（A. longirostris），是在1929年建立，但這個種已被普遍認為是華麗準角龍的次異名。

## 發現歷史
在1912年，在加拿大亞伯達省的紅鹿河附近發現準角龍的第一個化石，由巴納姆·布朗率領的挖掘團隊所發現。正模標本是頭顱骨的後半部，也包括長頭盾；此外，還發現幾塊其他的部份顱骨，目前都存放於紐約的美國自然歷史博物館。在1924年，一個完整的頭顱骨被發現，並於5年後被命名為長喙準角龍。另一個標本於1925年被發現，雖然沒有了頭顱骨，但卻是最為完整的骨骼，包括有完整的脊柱直至尾巴末端的脊椎。這個標本存放於渥太華的加拿大自然博物館。之後還發現其他化石，包括了在艾伯塔省的一兩個骨床，但當中很少化石是屬於準角龍的。
大部份準角龍化石都是在艾伯塔省的馬蹄峽谷組被發現，被認為是屬於上白堊紀的麥斯特里希特階早期，距今約7400萬-7000萬年前。在美國懷俄明州的阿榮德地層也發現類似準角龍的頭盾碎片，年代也屬於馬斯垂克階早期。但是在恐龍公園組亦有發現有準角龍特徵的頭盾碎片，地質年代被估計是屬於較早的坎帕階末期（約7800萬-7400萬年前）。這代表有比華麗準角龍更早的化石紀錄，或是另一個相關的物種。

## 分类
布朗于1914年将准角龙归类为角龙亚目。William Diller Matthew于1915年又将其归类至角龙科。同年，劳伦斯·赖博将其归类为他提出的分类单元：“始角龙亚科”（eoceratopsinae），而该演化支包含了“始角龙属”（现为开角龙属）、双角龙属和三角龙属。

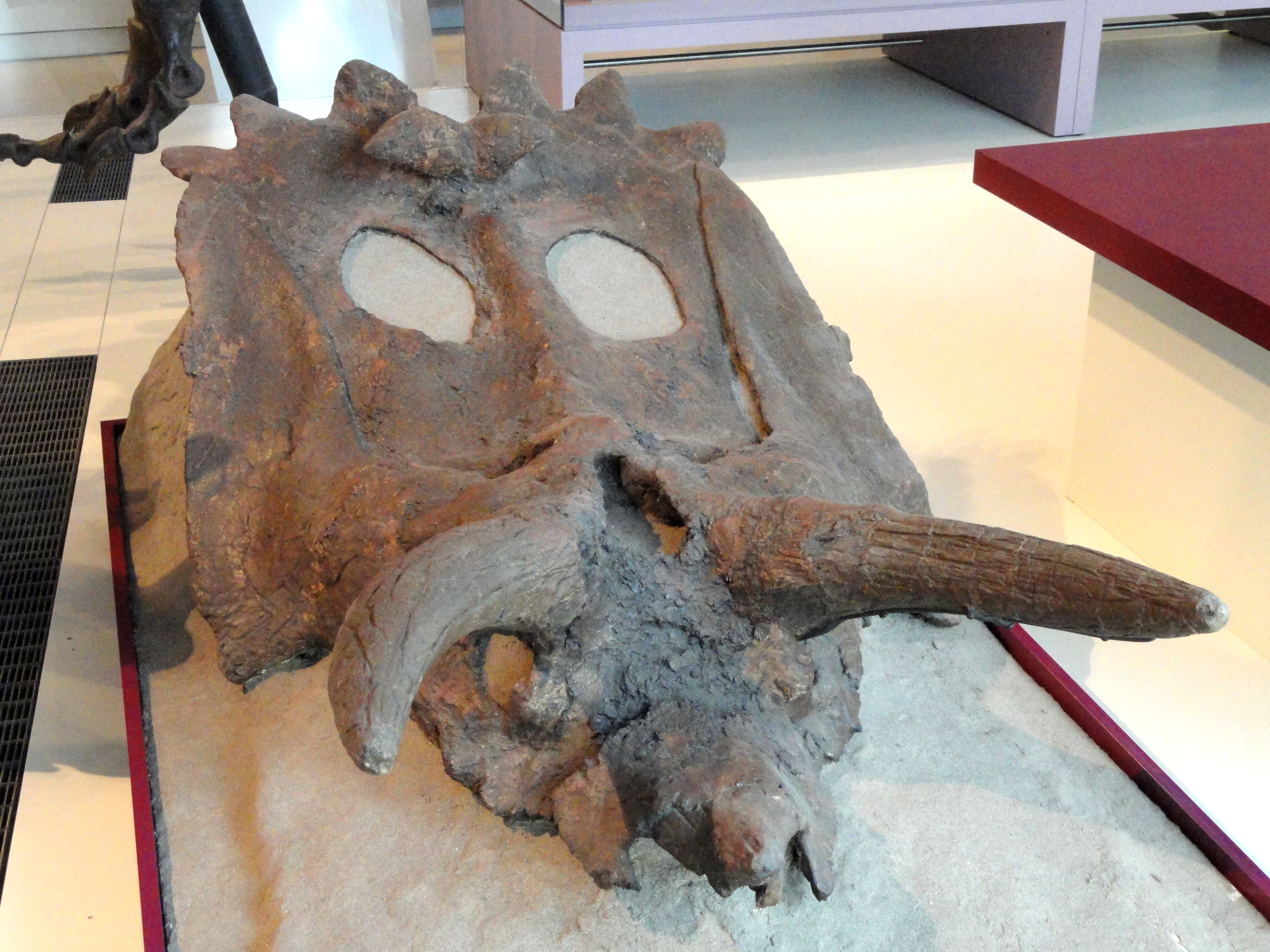
ROM 802标本，现位于皇家安大略博物館

## 古生物學
相較於相同地區的其他角龍科恐龍，準角龍的數量相當少見，而馬蹄峽谷組及恐龍公園組的化石都是在近海的沉積層發現。這顯示準角龍可能是生活在沒有其他角龍科的河口地區。在白堊紀末期，有花植物開始普遍，但數量仍較少，所以角龍類可能以當時最普遍的松科、蘇鐵科及蕨類植物為主要食物。

## 兩性異形
一個較小型的頭顱骨原先被建立為第二個種，長喙準角龍（A. longirostris），這是根據其大小、比例較長的口鼻部、以及較短且向前彎（而非向上）的角。但是有古生物學家發現這個頭顱骨可以視為華麗準角龍的變異個體，所以牠可能是屬於同一種。
有研究認為準角龍是兩性異形動物，而長喙準角龍其實是一頭雌性。其他準角龍的頭顱骨都是較大及短，口鼻部較粗，鼻角較長、向上彎曲，這可能就是雄性特徵。兩性異形在其他屬中亦可見，如較為顯著的有三角龍、牛角龍及五角龍；較不明顯的有開角龍。原始角龍亞目的原角龍亦有著兩性異形的特徵。最近的準角龍標本統計研究，顯示各頭顱骨的不同形態，無法歸納出兩個類別，因此頭顱骨、頭盾、角的不同形狀，有可能代表個體差異、或是不同成長階段的改變。

### 註腳
1. 1 2 3 4 5  "Anchiceratops." In: Dodson, Peter & Britt, Brooks & Carpenter, Kenneth & Forster, Catherine A. & Gillette, David D. & Norell, Mark A. & Olshevsky, George & Parrish, J. Michael & Weishampel, David B. The Age of Dinosaurs. Publications International, LTD. p. 124. ISBN 0-7853-0443-6.
2. ↑  Brown, B. 1914. Anchiceratops, a new genus of horned dinosaurs from the Edmonton Cretaceous of Alberta. With a discussion of the origin of the ceratopsian crest and the brain casts of Anchiceratops and Trachodon. Bulletin of the American Museum of Natural History. 33: 539-548.
3. ↑  Sternberg, C.M. 1929. A new species of horned dinosaur from the Upper Cretaceous of Alberta. National Museum of Canada Bulletin. 54: 34-37.
4. ↑  Dodson, P. 1996. The Horned Dinosaurs. Princeton: Princeton University Press. 346pp.
5. ↑  Arbour, V. M.; Burns, M. E.; and Sissons, R. L. . Journal of Vertebrate Paleontology. 2009, 29 (4): 1117–1135. doi:10.1671/039.029.0405.
6. ↑  Weishampel, D.B., Barrett, P.M., Coria, R.A., Le Loueff, J., Xu X., Zhao X., Sahni, A., Gomani, E.M.P., & Noto, C.N. 2004. Dinosaur distribution. In: Weishampel, D.B., Dodson, P., & Osmólska, H. (Eds.). The Dinosauria (2nd Edition). Berkeley: University of California Press. Pp. 517-606.
7. ↑  Langston, W.J. 1959. Anchiceratops from the Oldman Formation of Alberta. National Museum of Canada Natural History Papers. 3: 1-11.
8. ↑  Scott D. Sampson, Mark A. Loewen, Andrew A. Farke, Eric M. Roberts, Catherine A. Forster, Joshua A. Smith, and Alan A. Titus. . PLoS ONE. 5. 2010, 5 (9): e12292  [2018-01-01]. PMC 2929175 . PMID 20877459. doi:10.1371/journal.pone.0012292. （原始内容存档于2014-12-03）.
9. ↑  W.D. Matthew, 1915 Dinosaurs, with Special Reference to the American Museum Collections. American Museum of Natural History, New York 162 pp
10. ↑  Lehman, T.M. 1990. The ceratopsian subfamily Chasmosaurinae: sexual dimorphism and systematics. In: Carpenter, K. & Currie, P.J. (Eds.). Dinosaur Systematics: Approaches and Perspectives. Cambridge: Cambridge University Press. Pp. 211-219.
11. ↑  Mallon, J. (2012). "Variation in the skull of Anchiceratops, a horned dinosaur from the Horseshoe Canyon Formation." Royal Tyrrell Museum Speaker Series 2012.  （页面存档备份，存于）

### 書目
- Dodson, P. 1996. The Horned Dinosaurs. Princeton: Princeton University Press. 346pp.